# Mines de potasse d'Alsace
Les Mines de potasse d'Alsace, ou MDPA, anciennement Mines domaniales de potasse d'Alsace, est l'entité ayant assuré l'exploitation, durant le XXe siècle, des mines du bassin potassique du nord de Mulhouse dans le but d'extraire la potasse à des fins commerciales.

## Géographie

Localisation du bassin potassique dans le Haut-Rhin.

Localisation du gisement sur la carte de France.

L’exploitation est située dans l'est de la France, dans une zone naturelle de l'Alsace en région Grand Est, au centre du département du Haut-Rhin, et au nord de la banlieue de Mulhouse.

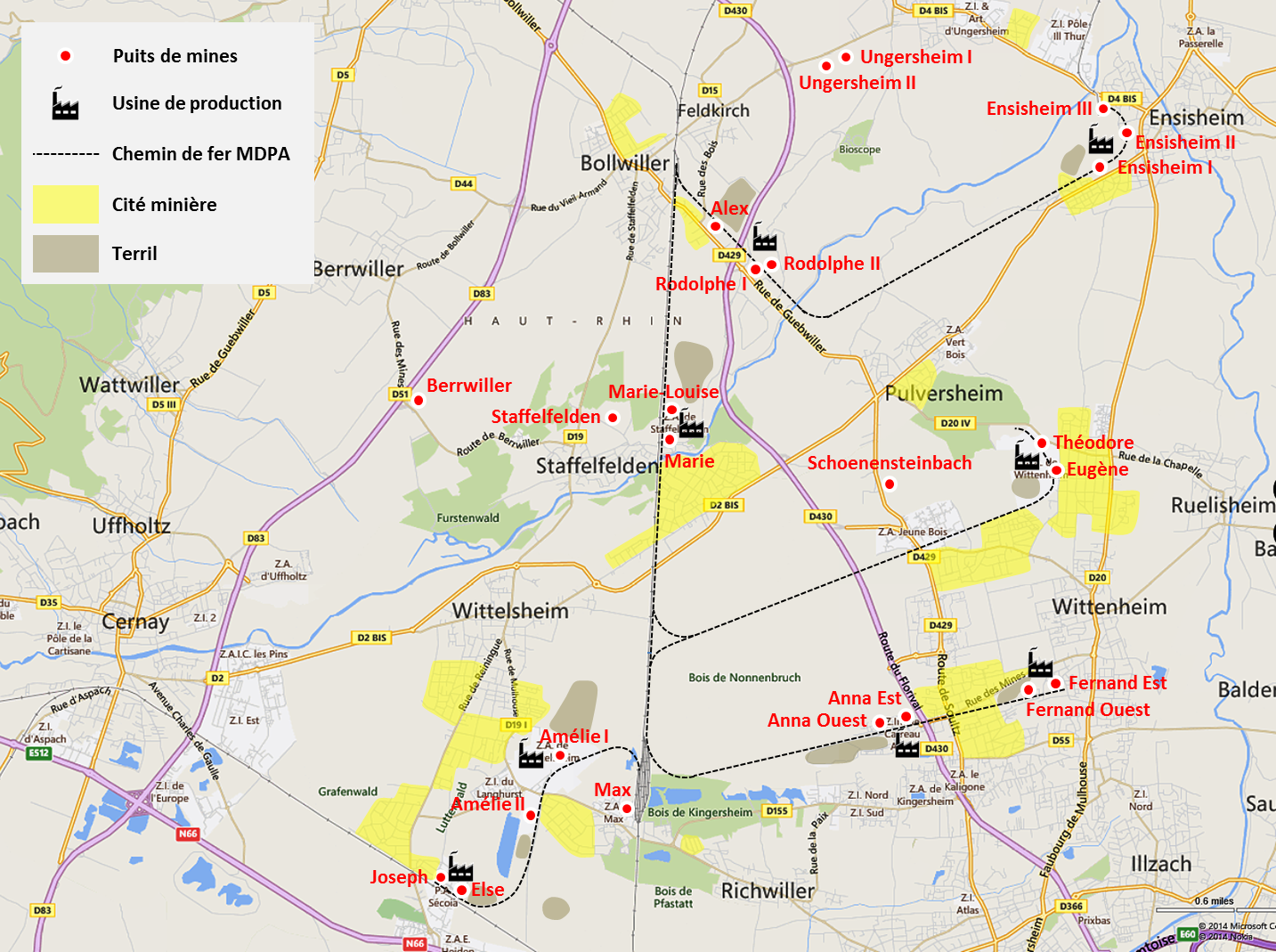
Carte du bassin potassique.

## Géologie

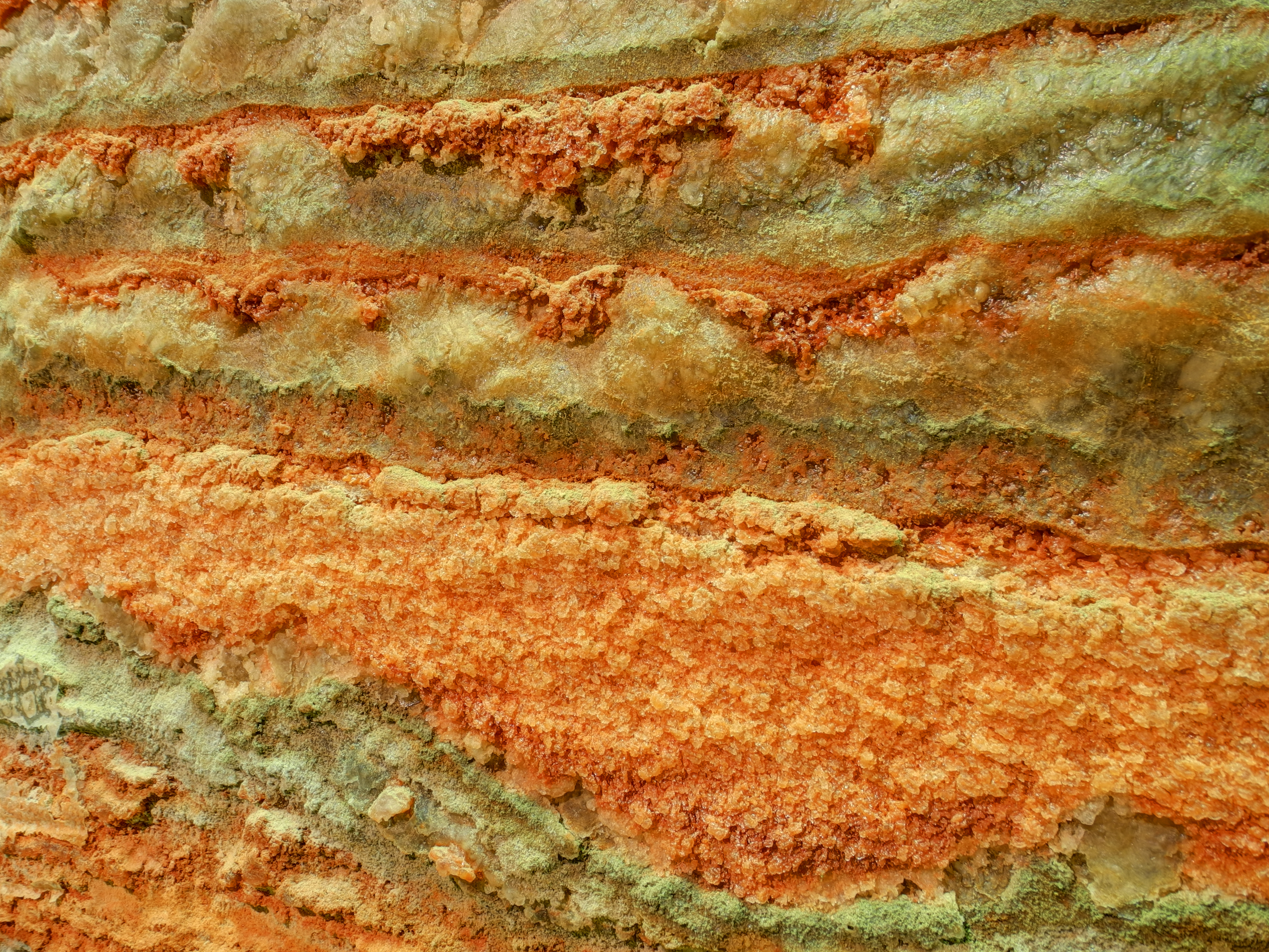
Échantillon de potasse.

Le bassin potassique est composé de deux couches de chlorure de potassium distantes l'une de l'autre d'une vingtaine de mètres. Ces deux couches se situent à des profondeurs allant de à 400 à 1 100 mètres. La première couche atteint deux mètres d’épaisseur et contient environ 40 % de chlorure de potassium ; la seconde couche atteint 5 mètres d’épaisseur et contient environ 30 % de chlorure de potassium. Ces deux couches possèdent également 60 % de chlorure de sodium.

## Histoire

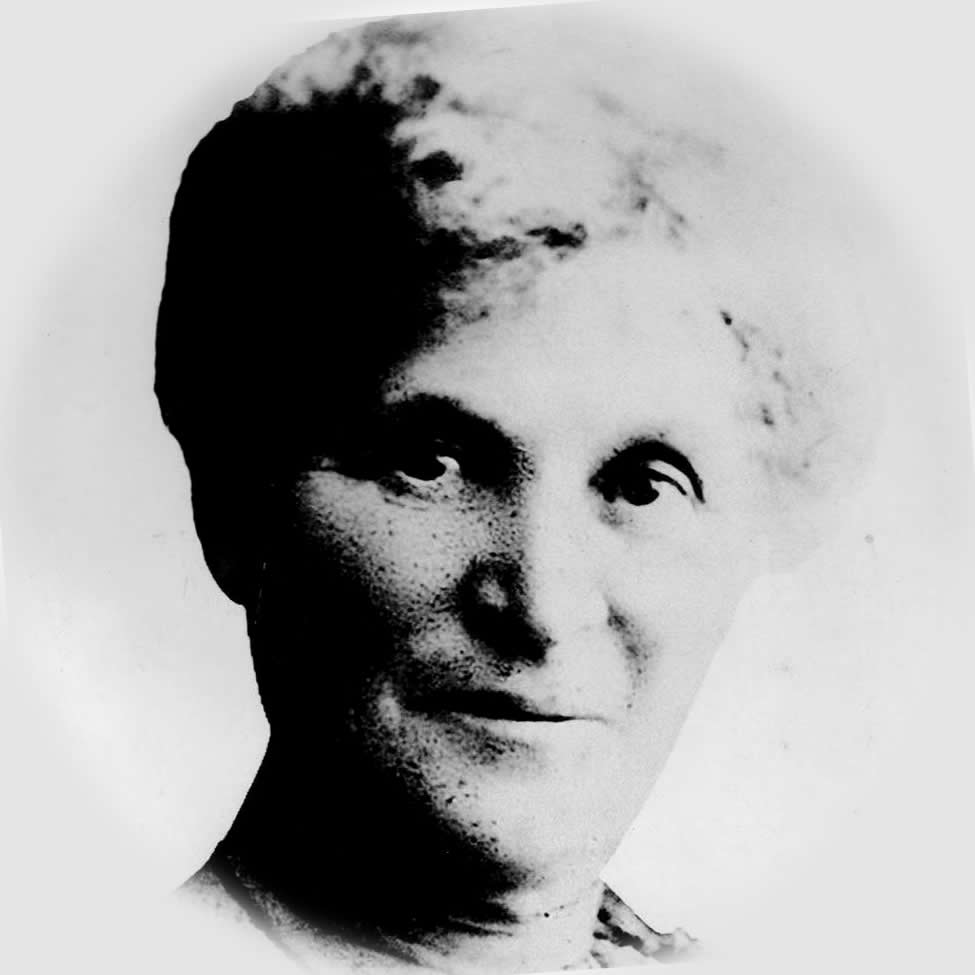
Amélie Zurcher.

### Contexte
Amélie Zurcher, née en 1858 à Bollwiller, fille du propriétaire de l'usine textile de Bollwiller, est connue dans le sud de l'Alsace pour avoir été l'instigatrice de la découverte de la potasse dans le sous-sol sud-alsacien.
Propriétaire de la ferme du Lützelhof, près de Cernay, Amélie Zurcher doit chercher de nouveaux moyens pour éviter la ruine après une terrible sécheresse en 1893. L'année suivante, elle fait la connaissance de Joseph Vogt, directeur d'une fonderie. Apprenant la possibilité de faire des forages souterrains, elle se heurte cependant aux doutes de ses proches, qui ne partagent nullement son avis, elle qui pense que le sous-sol de ses propriétés recèlerait des richesses géologiques.
Pourtant, après dix années d'insistance, elle parvient à convaincre Joseph Vogt et Jean-Baptiste Grisez, spécialiste des sondages souterrains, de faire le premier sondage entre Cernay et Lutterbach, dans les environs de Mulhouse. Ils espèrent alors trouver de la houille.

### Découverte
Le 21 mai 1904 est créée la « Société en participation pour la recherche de gisement de houille en Alsace », on recherchait notamment une éventuelle continuité des houillères de Ronchamp.
Le 11 juin 1904, le premier coup de sonde est donné. Alors que Vogt se décourage assez rapidement, Amélie Zurcher le convainc de persévérer et, finalement, c'est une analyse du laboratoire de Strasbourg qui annonce la nouvelle : le tube carottier a traversé des couches de potasse d'excellente teneur.

### Exploitation de la potasse
Après la découverte du bassin potassique, les prospections continueront jusqu’en 1910, avant que la totalité du bassin ne soit achetée par la compagnie allemande Deutsche Kaliwerke.
Le 13 juin 1906 fut créée la compagnie « Gewerkschaft Amélie » qui entreprit pas moins de 150 sondages ainsi que la construction du premier puits, le 22 avril 1908, baptisé Amélie I, dont l'exploitation commence en février 1910.
En 1911, la Gewerkschaft Amélie cède toutes ses concessions à la compagnie allemande Deutsche Kaliwerke (Bernterode, Saxe). Cette compagnie en cède à son tour une partie, le gisement alsacien se retrouve ainsi exploité par trois groupes à capitaux majoritairement allemands :
- Groupe Deutsche Kaliwerke : mines Amélie, Max, Marie-Louise, Joseph-Else,
- Groupe Hohenzollern : mine Fernand (Reichsland) et Anna,
- Groupe Wintershall : mines Théodore et Eugène.

Par ailleurs, Joseph Vogt, propriétaire des concessions du nord du gisement, réalise des sondages et crée en 1910, avec des associés lorrains, les Mines de Kali Sainte-Thérèse (KST), société française de droit allemand, enregistrée à Mulhouse le 16 juillet 1910, dirigée par son fils Fernand Vogt. Cette compagnie exploitera les mines Alex, Ensisheim, Rodolphe et Ungersheim qui lui fournisse 50 000 tonnes d'engrais en 1914.
L'année 1918 voit la fin de la Première Guerre mondiale et la victoire de la France. L'Alsace redevient alors française et les puits allemands sont confisqués par la France. En 1924, toutes les mines reviennent à l'État français et, dans les années qui suivent, de nombreux immigrants polonais arrivent dans la région pour travailler dans les mines.
Le 24 mai 1924, l’État français acquiert dix mines et les regroupe dans une compagnie publique : les Mines domaniales de potasse d'Alsace. Les mines alsaciennes ne sont donc désormais plus exploitées que par deux sociétés, l'une à capitaux publics, l'autre, la société Kali Sainte-Thérèse, à capitaux privés.

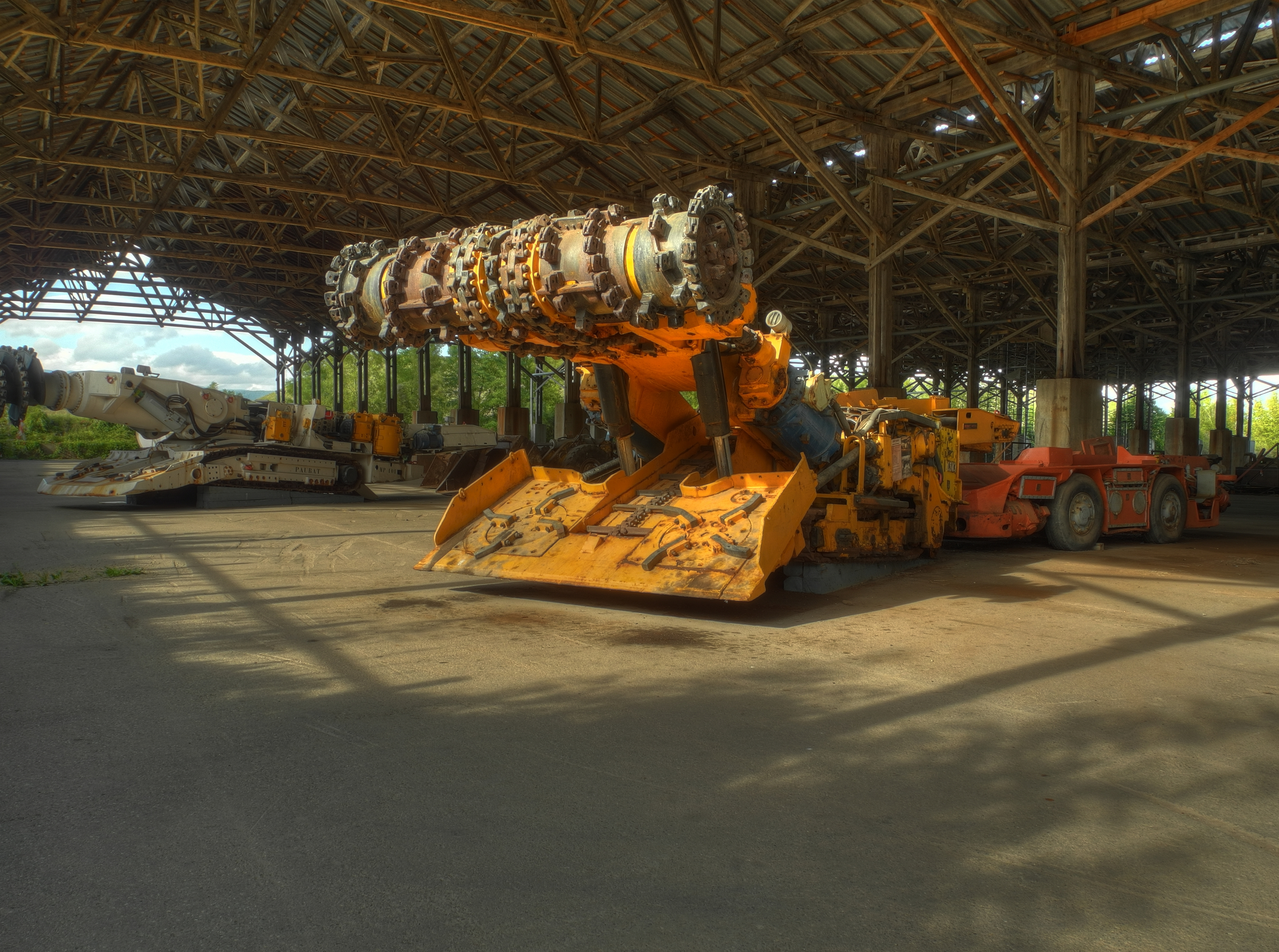
Tête d'abattage Heliminer Jeffrey exposée au puits Rodolphe.

En mai 1936, une forte grève éclate juste avant l'arrivée au pouvoir du Front populaire. Les mineurs luttent en raison de leurs conditions de travail et de vie pendant la crise. Les Mines domaniales de potasse d'Alsace (MDPA) transforment alors la région. Au cours du reste du XXe siècle, l’exploitation de la potasse continuera avec plusieurs grands puits d’extraction, tel que le puits Rodolphe.
En 1940, l'Alsace est annexée au Troisième Reich. Les nazis décident de regrouper l'ensemble des mines de potasse dans une entité juridique unique : les Elsässische Kaliwerke. C'est pendant l'occupation allemande que le plus important accident a lieu à la mine Rodolphe : un coup de mur et un dégagement de grisou tuent 25 mineurs. Le bassin potassique est libéré par les Alliés le 3 février 1945. Les installations ont subi d'importantes destructions durant les combats de la plaine d'Alsace.
Les années 1950 et 1960 voient l'arrivée de nouvelles techniques d'exploitation minière (machines d'abattage, havage intégral, généralisation des soutènements marchants hydrauliques) et de traitement du minerai avec la mise en service de la première grande usine de traitement par flottation à la mine Théodore, remplaçant en partie le traitement thermique plus onéreux.
Depuis les années 1960 déjà, l'épuisement du bassin se fait sentir et l'on songe alors à se diversifier dans d'autres secteurs d'activités afin de favoriser la reconversion des mineurs.
Le 16 octobre 1967, les Mines domaniales de potasse d’Alsace sont intégrées à l’Entreprise minière et chimique (EMC). Elles deviennent alors les Mines de potasse d’Alsace.
En 1999, le réseau ferré des MDPA est repris par VFLI, une filiale de la SNCF.
L’exploitation sera finalement stoppée en 2004. La plupart des installations seront démantelées puis démolies mais certains bâtiments témoignant du passé subsistent. Des monuments seront édifiés pour rendre hommage aux mineurs et aux découvreurs de la potasse qui ont contribué à l’essor industriel de l’Alsace.
Entre 1910 et 2002, près de 567 millions de tonnes de sel brut auront été extraites du sous-sol alsacien.
| Puits             | Commune       | Profondeur | Fonçage | Démarrage | Arrêt | Remblayage | Abattage             | Hauteur chevalement | Observation(s)                             |
| ----------------- | ------------- | ---------- | ------- | --------- | ----- | ---------- | -------------------- | ------------------- | ------------------------------------------ |
| Amélie I          | Wittelsheim   | 694 m      | 1908    | 1910      | 2002  | 2006       | 2008                 | 68 m                | Puits le plus ancien                       |
| Amélie II         | Wittelsheim   | 680 m      | 1911    | 1914      | 2002  | -          | 2009                 | -                   | -                                          |
| Alex              | Feldkirch     | 653 m      | 1911    | 1913      | 1954  | 1984       | 1984                 | 33 m                | -                                          |
| Anna Est          | Wittenheim    | 448 m      | 1914    | 1923      | 1973  | 1981       | 1983                 | 42 m                | Puits le moins profond                     |
| Anna Ouest        | Wittenheim    | 449 m      | 1914    | 1923      | 1973  | 1981       | 1983                 | 54 m                | -                                          |
| Berrwiller        | Berrwiller    | 607 m      | 1958    | 1961      | 2001  | 2002       | 2003                 | 42 m                | Puits de service du puits de Staffelfelden |
| Ensisheim I       | Ensisheim     | 870 m      | 1912    | 1920      | 1961  | 1989       | 1999                 | -                   | -                                          |
| Ensisheim II      | Ensisheim     | 1033 m     | 1912    | 1922      | 1961  | 1981       | 1981                 | -                   | Puits le plus profond                      |
| Ensisheim III     | Ensisheim     | 713 m      | 1929    | 1932      | 1961  | 1981       | 1981                 | -                   | -                                          |
| Else              | Wittelsheim   | 491 m      | 1911    | 1912      | 1966  | -          | -                    | 50 m                | Exploité par Stocamine                     |
| Eugène            | Wittenheim    | 583 m      | 1911    | 1912      | 1986  | 1990       | 1992                 | -                   | -                                          |
| Fernand Est       | Wittenheim    | 539 m      | 1911    | 1913      | 1972  | 1978       | 1980                 | -                   | -                                          |
| Fernand Ouest     | Wittenheim    | 540 m      | 1911    | 1913      | 1972  | 1978       | 1980                 | 43 m                | -                                          |
| Joseph            | Wittelsheim   | 532 m      | 1911    | 1912      | 1966  | -          | -                    | 50 m                | Exploité par Stocamine                     |
| Marie             | Staffelfelden | 643 m      | 1911    | 1913      | 1998  | 1999       | 2004                 | 50 m                | Puits de service                           |
| Marie-Louise      | Staffelfelden | 643 m      | 1911    | 1913      | 1998  | 1999       | 2004                 | 50 m                | Puits d'extraction                         |
| Max               | Richwiller    | 516 m      | 1910    | 1912      | 1952  | 2009       | 2009                 | -                   | Puits de service à partir de 1952          |
| Rodolphe I        | Ungersheim    | 697 m      | 1911    | 1913      | 1976  | 1984       | Chevalement conservé | -                   | -                                          |
| Rodolphe II       | Ungersheim    | 729 m      | 1925    | 1929      | 1976  | 1984       | Chevalement conservé | -                   | -                                          |
| Staffelfelden     | Staffelfelden | 786 m      | 1968    | 1972      | 2001  | 2002       | 2003                 | 74 m                | Plus haut chevalement de France            |
| Schoenensteinbach | Wittenheim    | 901 m      | 1971    | 1973      | 1998  | 1999       | 1999                 | -                   | Puits d'aérage pour la mine Marie-Louise   |
| Théodore          | Wittenheim    | 584 m      | 1911    | 1912      | 1986  | 1990       | Chevalement conservé | 64 m                | -                                          |
| Ungersheim I      | Ungersheim    | 751 m      | 1928    | 1931      | 1997  | 1999       | 2000                 | -                   | -                                          |
| Ungersheim II     | Ungersheim    | 751 m      | 1929    | 1933      | 1997  | 1999       | 2000                 | -                   | -                                          |

| Mine                 | Exploitation | Nombre de puits | Puits                                                             | Tonnage extrait (millions de tonnes) | Traitement du minerai KCl                       | Autres productions         | Observation(s)                                          |
| -------------------- | ------------ | --------------- | ----------------------------------------------------------------- | ------------------------------------ | ----------------------------------------------- | -------------------------- | ------------------------------------------------------- |
| Mine Amélie          | 1910-2002    | 3               | Amélie I, II et Max                                               | 167,5                                | Thermique (1919-1991), flottation (1986-2002)   | Sel de déneigement, brome  | -                                                       |
| Mine Alex - Rodolphe | 1913-1976    | 3               | Alex, Rodolphe I, II                                              | 48,5                                 | Thermique                                       | -                          | -                                                       |
| Mine Anna            | 1923-1973    | 2               | Anna Est et Ouest                                                 | 30,8                                 | Thermique                                       | Sel de cuisine (1963-1973) | -                                                       |
| Mine Ensisheim       | 1920-1961    | 3               | Ensisheim I, II et III                                            | 16,2                                 | Thermique                                       | -                          | -                                                       |
| Mine Fernand         | 1913-1972    | 2               | Fernand Est et Ouest                                              | 29,4                                 | Thermique                                       | -                          | -                                                       |
| Mine Joseph-Else     | 1912-1966    | 2               | Joseph, Else                                                      | 22,2                                 | Flottation (1950-1969)), lévigation (1953-1964) | -                          | -                                                       |
| Mine Marie-Louise    | 1913-2001    | 5               | Marie, Marie-Louise, Schoenensteinbach, Staffelfelden, Berrwiller | 179,7                                | Thermique (1913-1998)                           | Sel de déneigement, brome  | -                                                       |
| Mine Théodore        | 1913-1986    | 2               | Eugène, Théodore                                                  | 67,8                                 | Thermique (1918-1960), flottation (1960-1986)   | Brome (1933)               | -                                                       |
| Mine Ungersheim      | 1913-1997    | 2               | Ungersheim I, II                                                  | 5,5                                  | Minerai traité à la mine Marie-Louise           | -                          | Exploitation discontinue (1933, 1946-1949 et 1986-1997) |

### Évolution des effectifs
| Année    | 1914  | 1920  | 1930   | 1940  | 1948   | 1950   | 1960   | 1970  | 1980  | 1990  | 2000  | 2003 | 2006 |
| -------- | ----- | ----- | ------ | ----- | ------ | ------ | ------ | ----- | ----- | ----- | ----- | ---- | ---- |
| Effectif | 2 752 | 8 000 | 11 548 | 9 948 | 13 880 | 12 760 | 12 583 | 9 048 | 5 806 | 3 442 | 1 092 | 600  | 50   |

## Les communes minières

### Berrwiller

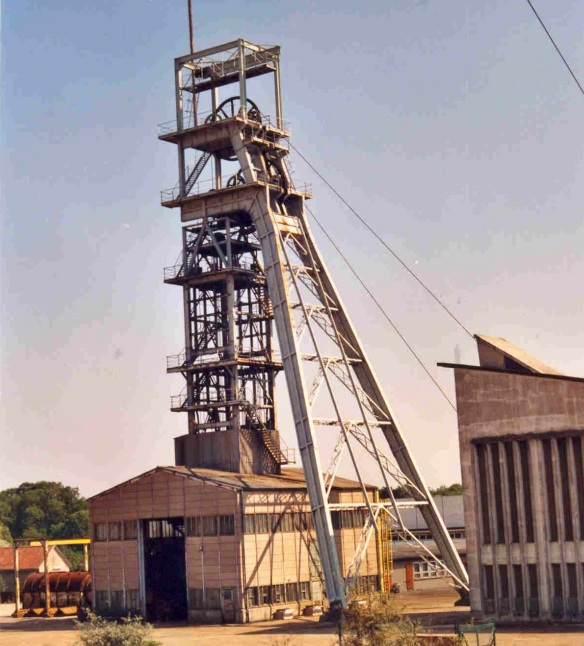
Chevalement du puits de Berrwiller.

De 1958 à 1961, un puits de mine de 607 mètres de profondeur est foncé à environ deux kilomètres au sud-est du village. Les bains-douches seront ajoutés en 1963. Ce puits de service faisait partie de la division minière Marie-Louise Ouest, dont le minerai était extrait par le puits Staffelfelden.
L'activité cessera en 2001. Le puits est remblayé en 2002 et les bâtiments sont démolis en 2003.
De nos jours, une dalle en béton sur le puits remblayé est la dernière trace de cette installation. Le carreau, où un portail subsiste, reste aujourd'hui un terrain vague accueillant régulièrement des gens du voyage.
Un important accident est survenu le 18 juin 1976 : l'effondrement d'un faux plancher précipite 5 mineurs au fond du puits.

### Bollwiller
Le puits d'Alex Von Pflaum sera foncé de 1911 à 1913 jusqu'à 666 mètres de profondeur, le chevalement de 33 mètres de hauteur sera construit en 1912. L'activité cesse en 1954. Le chevalement est abattu le 18 octobre 1984 et la plupart des bâtiments attenants seront démolis la même année.
De nos jours, le bâtiment administratif, les ateliers, la machine d'extraction ainsi que la loge de garde ont été conservés.

### EnsisheimetPulversheim

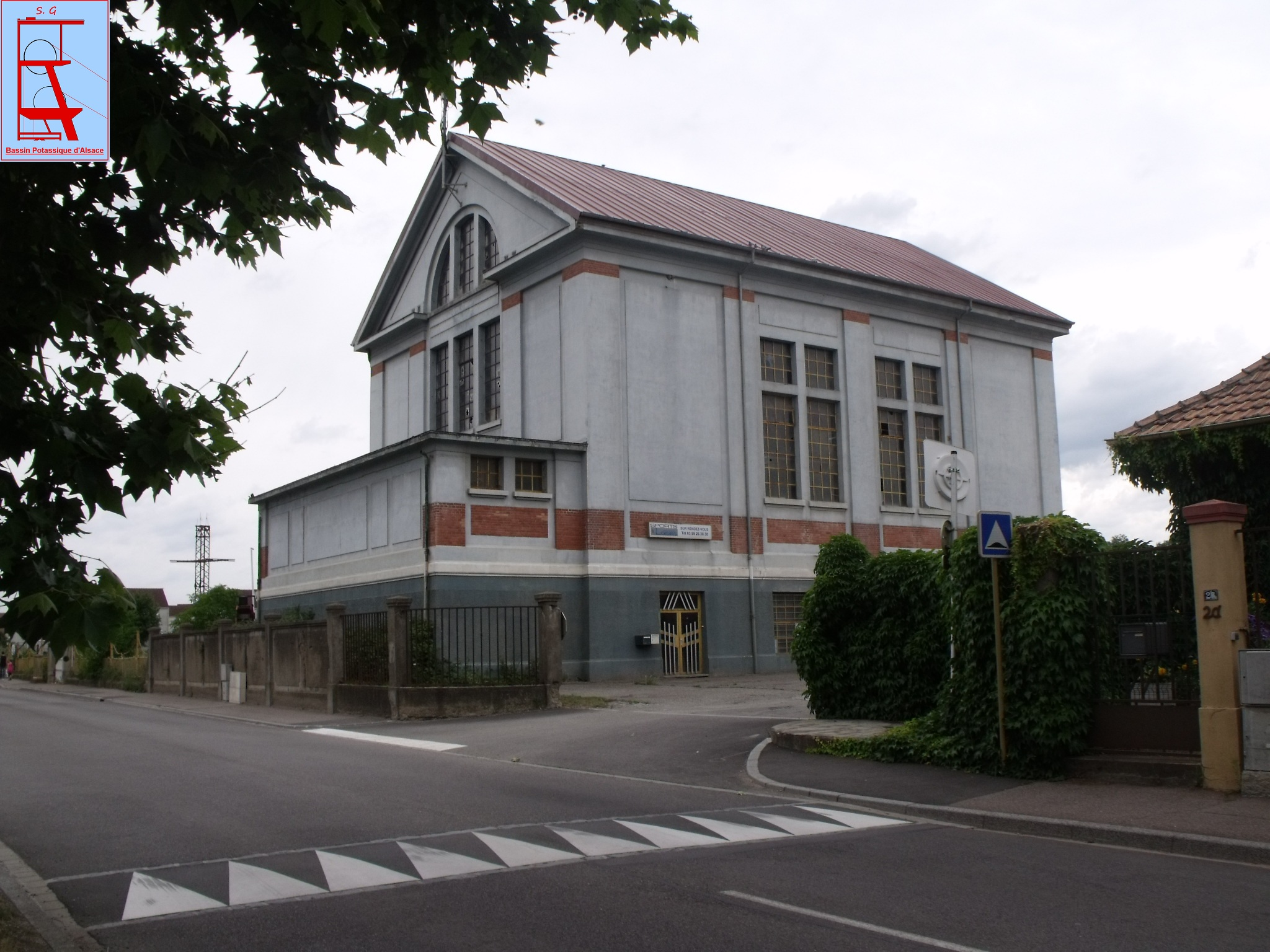
Salle des Machines du puits Ensisheim no 1.

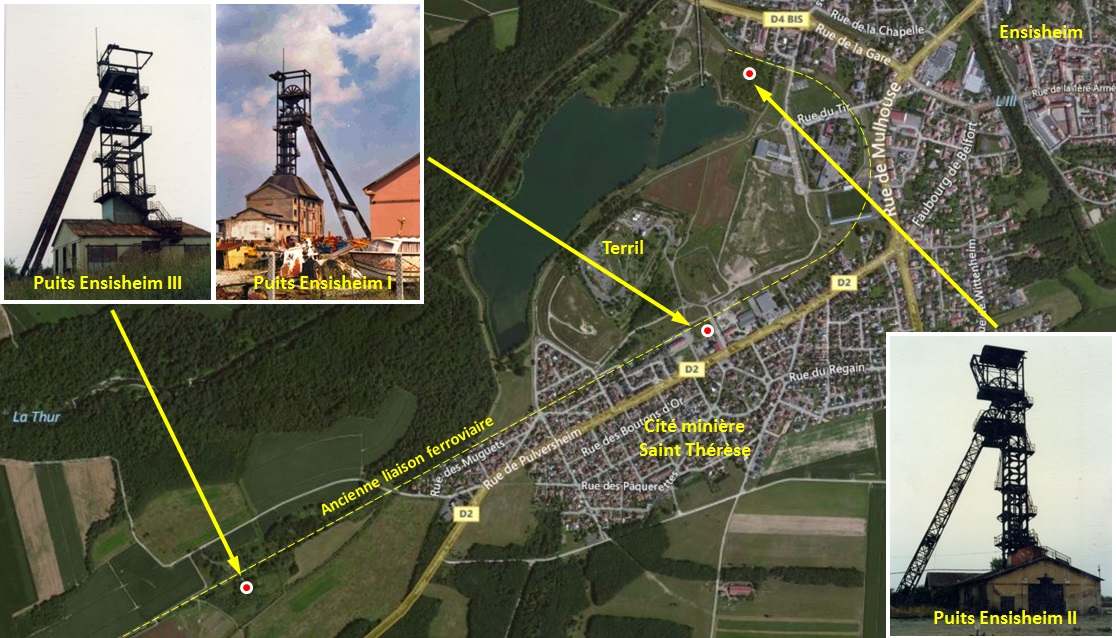
Localisation des puits à Ensisheim.

La concession d'Ensisheim est détenue par une société privée, Kali Sainte Thérèse.
Le puits Ensisheim no 1 a été foncé en 1912 et mis en exploitation en 1920.
Arrêté en 1961, le puits a été remblayé en 1989 et les installations d'extraction ont été détruites en 1999.
La salle des machines du puits Ensisheim 1 est encore visible en 2011. Quatre autres bâtiments sont également conservés sur le site.
Le puits Ensisheim no 2 a été ajouté en 1912. D'une profondeur de 1 033 m, il a été le puits le plus profond du bassin. Ses installations ont été détruites en 1981.
La gendarmerie d'Ensisheim se trouve aujourd'hui sur son emplacement. Un bâtiment de la mine est encore visible et sert pour diverses entreprises.
Situé à l'extrémité nord-est du ban de la commune de Pulversheim, le puits Ensisheim no 3 a été creusé en 1929 et mis en exploitation en 1932. Fermé en 1961, le puits, profond de 713 m, a été remblayé et les installations ont été détruites en 1981. Le site ne possède plus de bâtiments.

### Kingersheim
Aucune mine n'a été mise en service sur le ban communal de Kingersheim. En revanche, une partie de la Cité Fernand-Anna, faisant majoritairement partie de Wittenheim, se prolonge à Kingersheim. Le nom donné à la zone commerciale située à l'ouest de la commune, rappelle les activités minières voisines: « Le Kaligone ».

### UngersheimetFeldkirch
La découverte du gisement potassique et sa mise en exploitation au début du XXe siècle, a provoqué dans le village de Pulversheim, situé au centre du bassin potassique, un bouleversement total et une transformation rapide de sa structure économique, sociale et culturelle.
Le carreau du puits Rodolphe était implanté dans cette commune. Il fut exploité de 1913 à 1976 et faisait 711 mètres de profondeur.
La mine Ungersheim est la plus au nord du gisement potassique. Située dans une zone géologiquement difficile[évasif], elle a été exploitée de manière discontinue en 1933, entre 1946 et 1949 et entre 1986 et 1997.
En 1987, le site de l'ex puits Rodolphe est acquis par l’Écomusée d'Alsace et le conseil général du Haut-Rhin. En 1994 est créée l'association « Groupe Rodolphe » afin de préserver ce site chargé d'histoire.
De nos jours, tous les bâtiments sont conservés et se trouvent dans un état de conservation acceptable, certains ont même été restaurés.

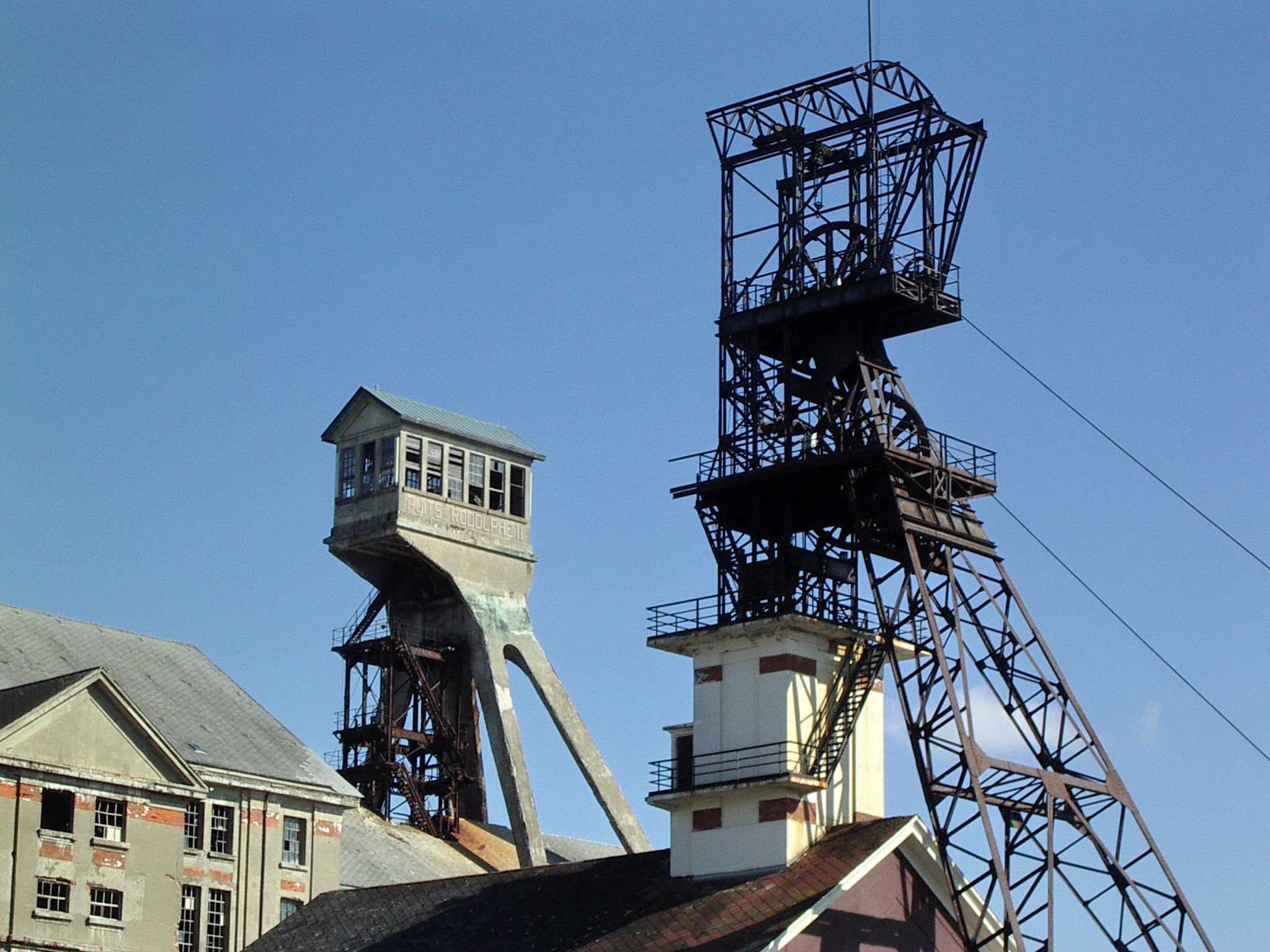
Pulversheim / Ungersheim, les chevalements Rodolphe 1, en acier, et Rodolphe 2, en béton.
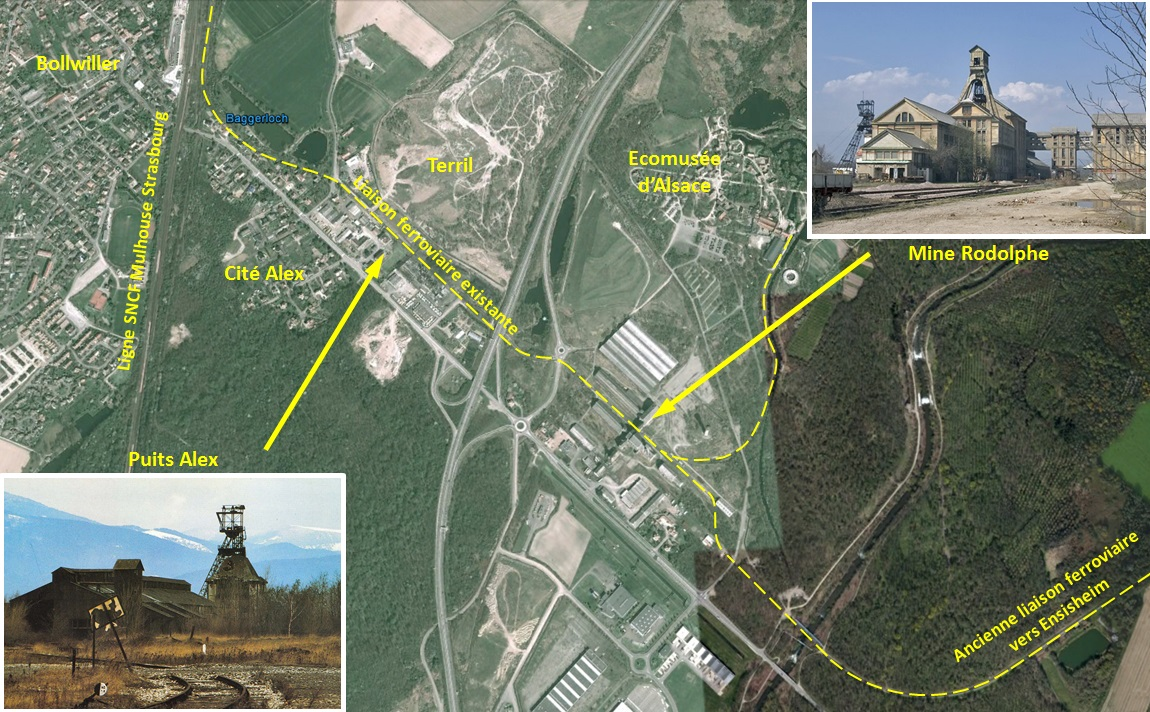
Localisation des mines Rodolphe et Alex.
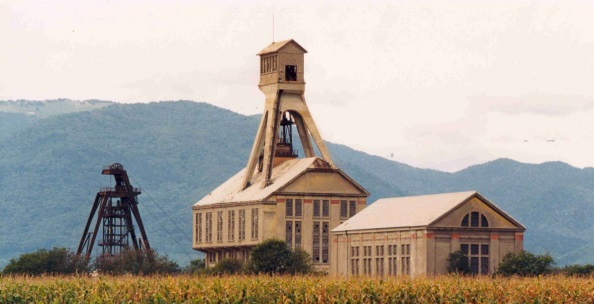
Mine Ungersheim au nord du gisement.

### Richwiller

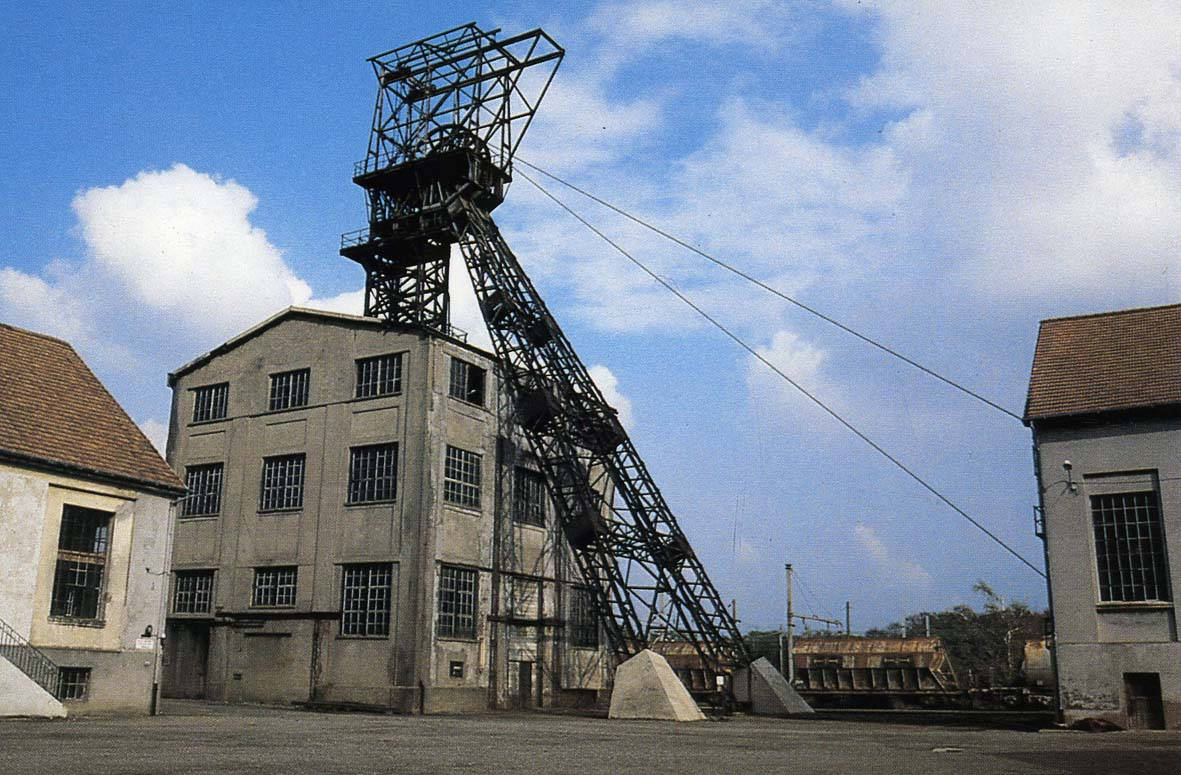
Puits Max à Richwiller.

L'ouverture des mines de potasse est déterminante pour l'essor économique de la commune de Richwiller.
La mine Max s'étend sur 1 800 hectares. Son chevalement s'est trouvé à côté de la gare de Richwiller, près de la ligne de chemin de fer Strasbourg-Bâle. Le fonçage du puits d'extraction Max commence le 10 novembre 1910. La couche inférieure de potasse est atteinte le 5 juillet 1912 à 514 mètres de profondeur. Exploité depuis l'été 1912, le puits communique souterrainement avec le puits Amélie II. Pendant sa première année de production, la mine Max extrait 7 893 tonnes de minerai au bout de 26 jours. Sa première campagne d'exploitation se termine en 1933. La seconde commence en 1942, se terminant avec l'arrêt définitif de la mine en 1952. Durant les deux campagnes d'extraction, elle a produit 2 693 153 tonnes de sel brut pour une capacité d'extraction de 550 tonnes par jour.
Grâce à la potasse, la gare de Richwiller est devenue la première gare de marchandises d'Alsace.

### Ruelisheim
L'extrémité nord de la cité minière Sainte-Barbe, majoritairement située à Wittenheim, se trouve sur la commune de Ruelisheim, de même que le quart nord du carreau de la mine Théodore-Eugène.

### Staffelfelden
De 1911 à 1913 sont foncés les puits Marie Louise (du nom de la fille de Fernand Vogt) et le puits Marie sur le même carreau. Les deux puits atteindront les profondeurs de 643 mètres.
La division minière est complétée par le puits Berrwiller, foncé en 1958 à 3 km à l'ouest et dont l'exploitation commence en 1961.
Une dernière installation d'extraction, le puits Staffelfelden, est mis en service en 1972 à 700 mètres à l'ouest de la mine Marie-Louise. Son minerai est acheminé par un convoyeur aérien surplombant la ligne SNCF Mulhouse Strasbourg. Par ailleurs, l'importante extension des chantiers souterrains nécessite le fonçage en 1971 d'un nouveau puits d'entrée d'air à Schoenensteinbach, situé à 2,7 km à l'est, sur la commune de Wittenheim. La mine Marie-Louise devient ainsi le plus important complexe minier du bassin potassique.
Le chlorure de potassium était extrait du minerai par procédé thermique dans une usine située sur le carreau principal. Outre la production complémentaire de sel de déneigement, le traitement thermique du minerai permettait d'extraire du brome par chloration, dans une usine classée Seveso, la seule du bassin potassique.
L'exploitation des puits Marie et Marie-Louise cesse en 1998, celle des puits Berrwiller et Staffelfelden se poursuit jusqu'en 2001. De nos jours subsistent les deux bâtiments situés à l'entrée du carreau principal, ainsi que le château d'eau. Les autres installations ont été entièrement démantelées en 2004. Une nouvelle zone industrielle est en cours d'aménagement sur 52 hectares.

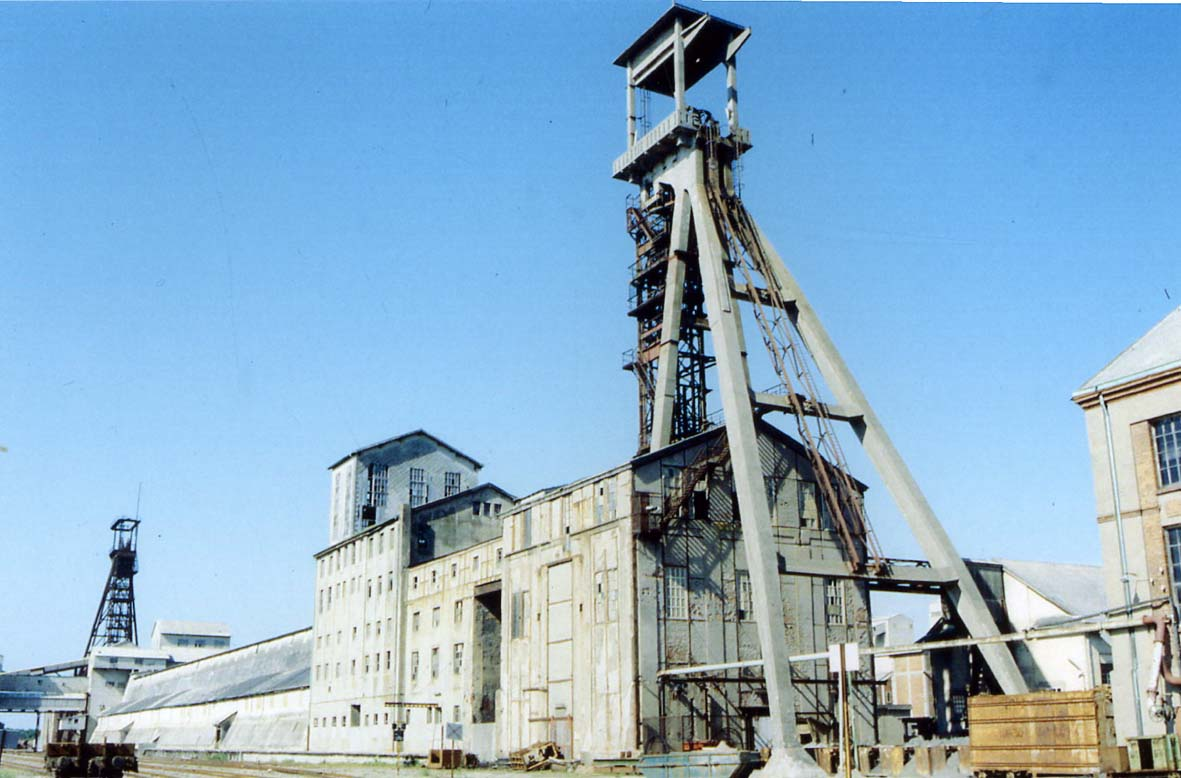
Mine Marie-Louise à Staffelfelden.
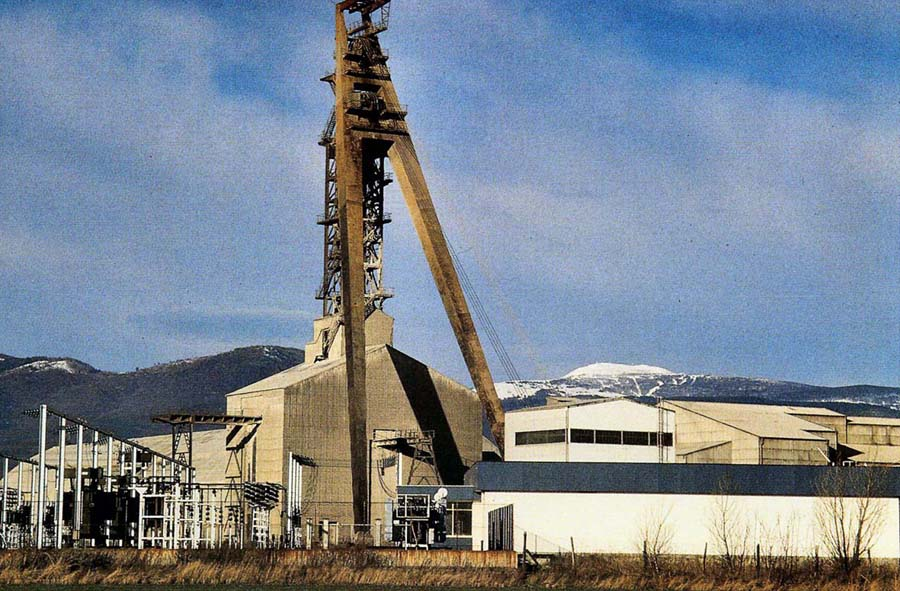
Chevalement du puits de Staffelfelden.
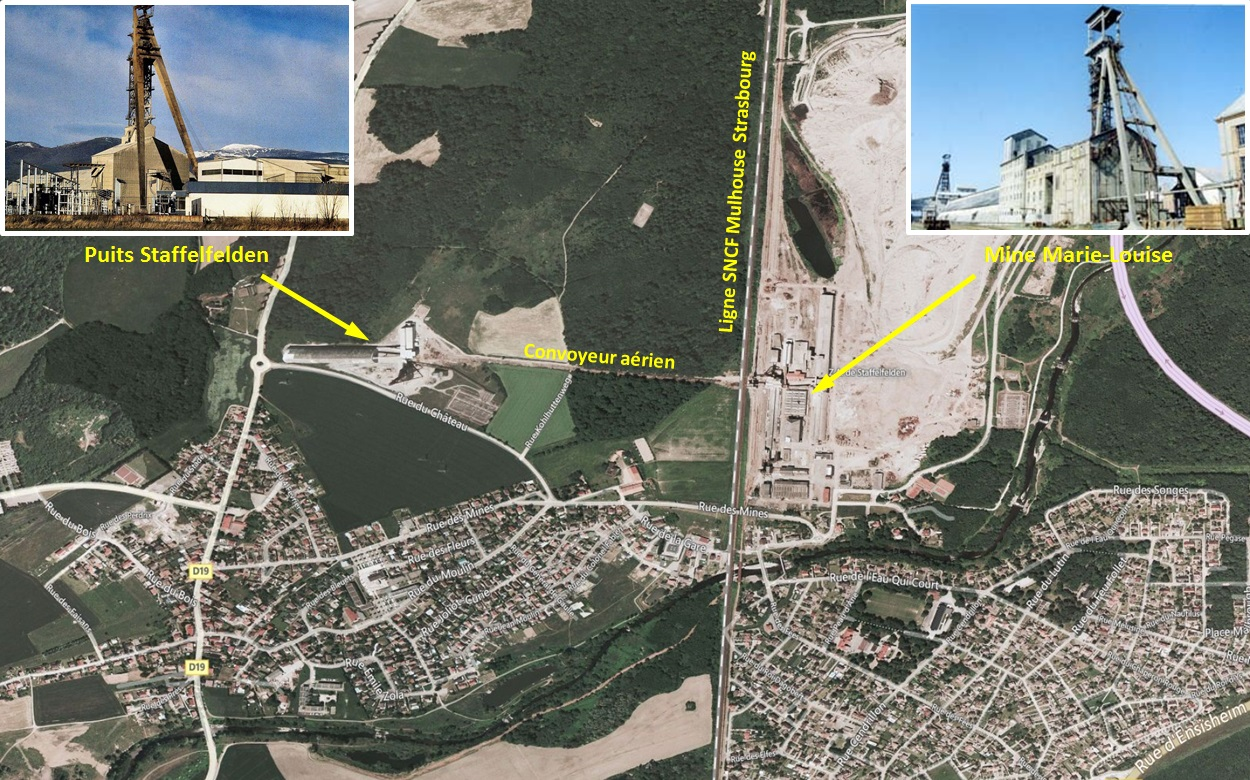
Installations de la Mine Marie-Louise à Staffelfelden (2002).

### Wittelsheim

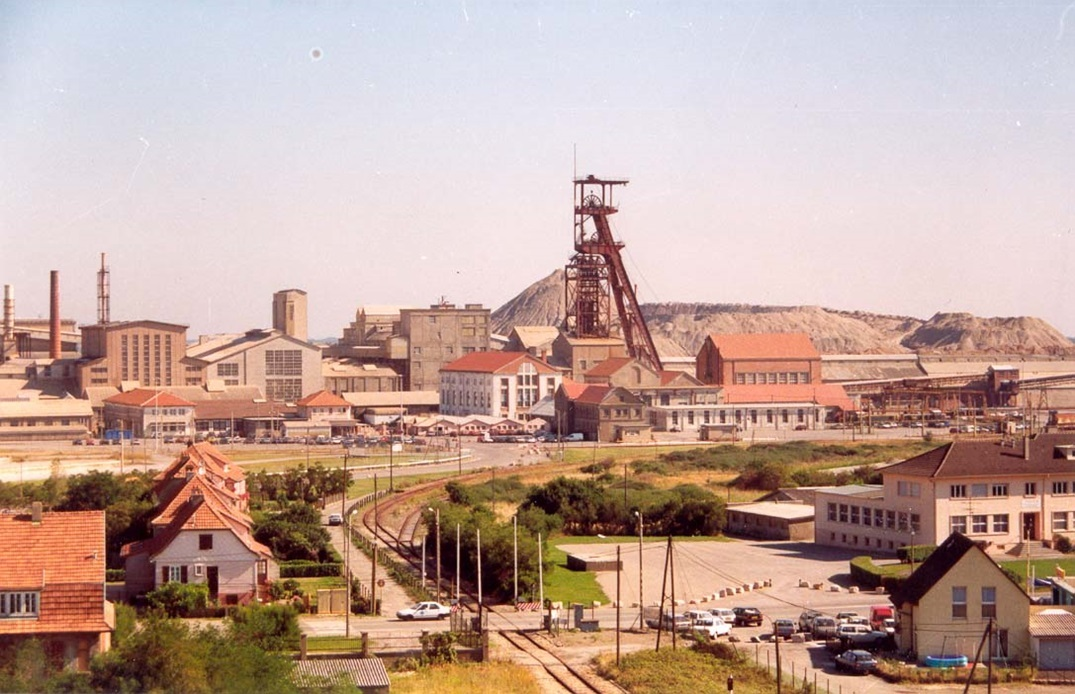
La mine Amélie à Wittelsheim.

La commune de Wittelsheim est le berceau de l'exploitation : la potasse y est découverte en 1906 par Amélie Zurcher. Le premier puits, qui porte son nom Amélie I, est foncé à partir de 1908 et mis en service en 1910.
Au sud du ban communal sont foncés deux autres puits, Joseph et Else en 1911 et 1912, à une profondeur d'environ 500 mètres. L'exploitation de la potasse sur ce carreau minier débute en 1912, mais le déclenchement de la guerre interrompt l'activité jusqu'en 1919. Reprises par les MDPA en 1924, les installations sont modernisées et agrandies entre les deux guerres. L'exploitation de la mine Joseph-Else cesse en 1966 avec 22,2 millions de tonnes de sel brut extraites.
Dans les années 1980, le projet StocaMine prévoyait de transformer la mine en centre de stockage de déchets de « classe 1 » et « classe 0 » au droit de l'ancienne mine Joseph-Else. En février 1997, l'arrêté préfectoral portant autorisation d'exploiter a été publié et les premiers colis ont été réceptionnés en février 1999, mais en 2002, à la suite d'un incendie, une perspective de non-rentabilité (avérée depuis quatre exercices) aboutit à la fermeture du site en septembre 2003. Mais les déchets dangereux y sont toujours présents. Divers acteurs demandent leur retrait.
L'ancien vestiaire accueille depuis 2020 le musée de la Mine et de la Potasse.

### Wittenheim
Le premier puits minier ouvert à Wittenheim en 1911, le puits Théodore, fit entrer la commune dans l’ère industrielle. De 1912 à 1986, plus de 68 millions de tonnes de minerai furent extraites de ce puits. La mine Théodore ferma définitivement en 1986. Le chevalement de 65 m de haut, installé sur le site en 1958, fut longtemps le plus haut du continent. Il est le symbole de la renaissance de Wittenheim après-guerre, de l'une des plus belles pages de l'histoire de la commune. Grâce au combat mené par l'« Association pour la sauvegarde du chevalement Théodore » suivie par la population, le chevalement est classé monument historique depuis le 17 août 1995,.
Plus au sud, deux autres mines sont mises en service : 
- la mine Fernand, dont l'exploitation commence en 1913, comporte deux puits, Fernand Est (prof. 539 m) et Fernand Ouest (prof. 540 m). L'exploitation s'achève en 1972, les deux puits sont respectivement remblayés en 1978 et 1981, et les chevalements abattus en 1980 et 1982 ;
- la mine Anna dont l'exploitation commence en 1923, comporte deux puits, Anna Est (prof. 448 m) et Anna Ouest (prof. 449 m). L'exploitation s'achève en 1973, les deux puits sont respectivement remblayés en 1981 et 1983, et les chevalements abattus en 1983 et 1984.

Aujourd'hui, les seuls vestiges de ces installations minières sont les deux terrils. Une ligne de chemin de fer industrielle reliait les deux mines. Son emplacement a été remplacé par une promenade de type « coulée verte ». Le carreau Anna accueille aujourd'hui un complexe commercial Decathlon. Le carreau Fernand accueille un collège et de nouvelles habitations qui permettent d'assurer désormais une continuité urbaine avec Wittenheim centre.
À Wittenheim se trouve le mémorial qui liste l'ensemble des noms de plus de 800 travailleurs décédés lors d'accidents survenus dans les Mines De Potasse d'Alsace.

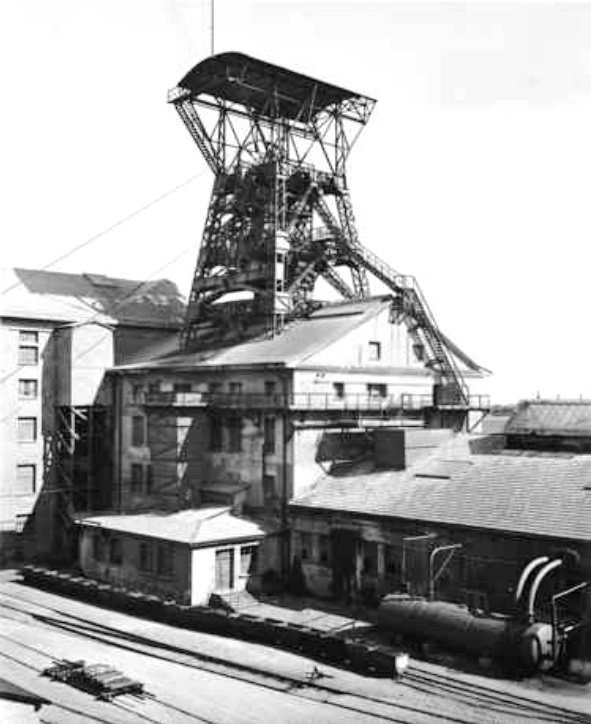
Chevalement du puits Fernand ouest à Wittenheim.
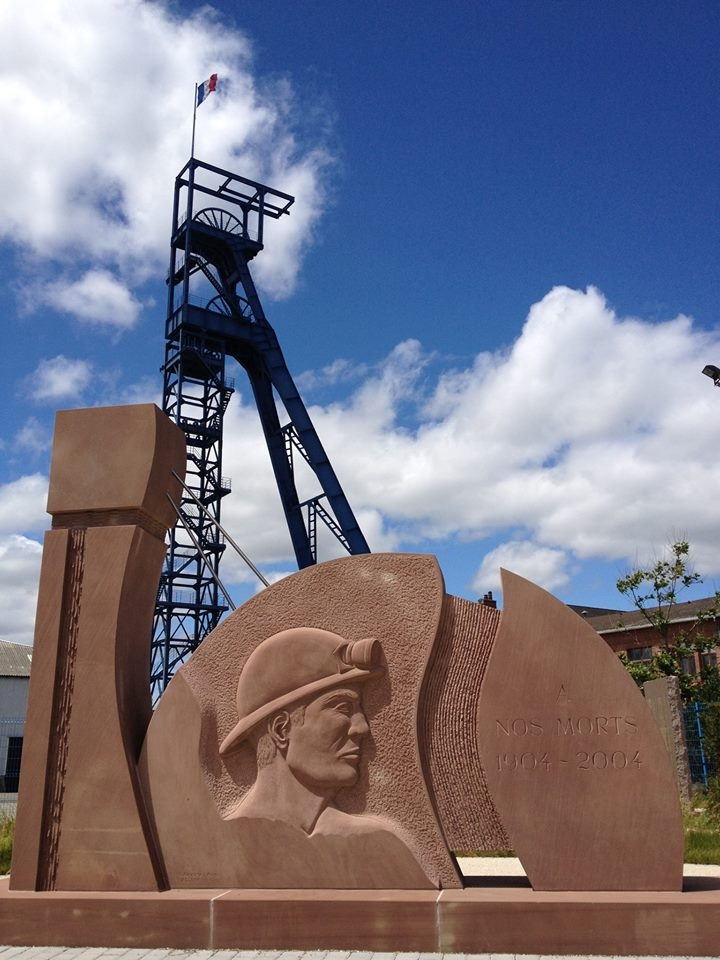
Mémorial.
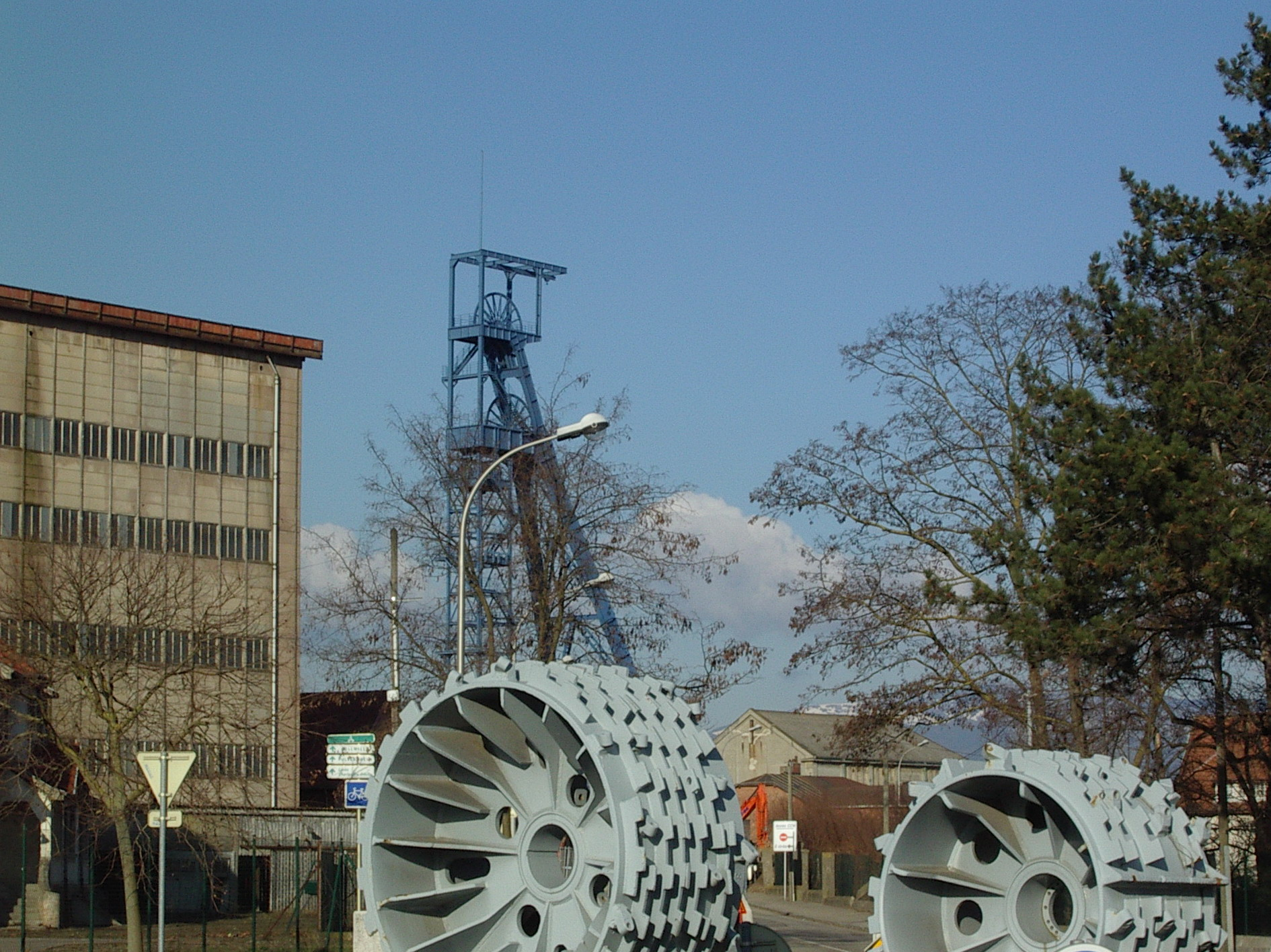
Le chevalement de la mine Théodore.
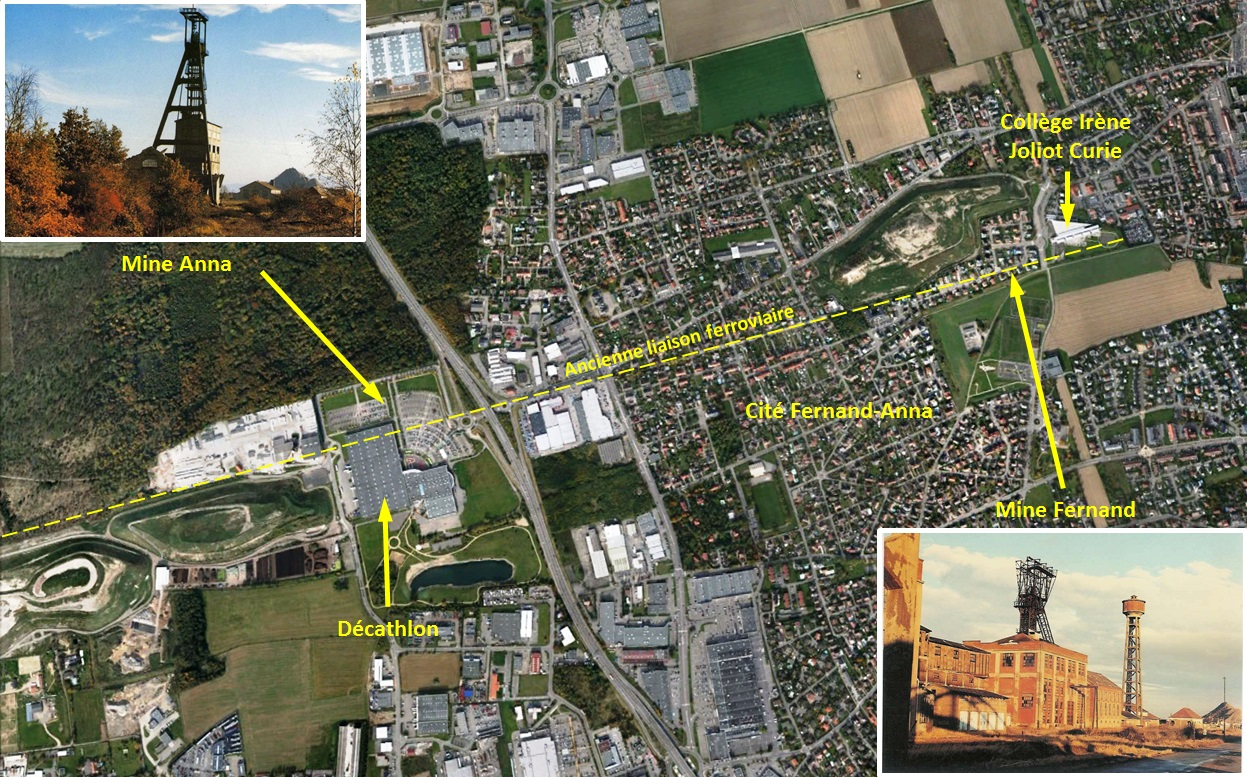
Localisation des anciennes mines Fernand et Anna.
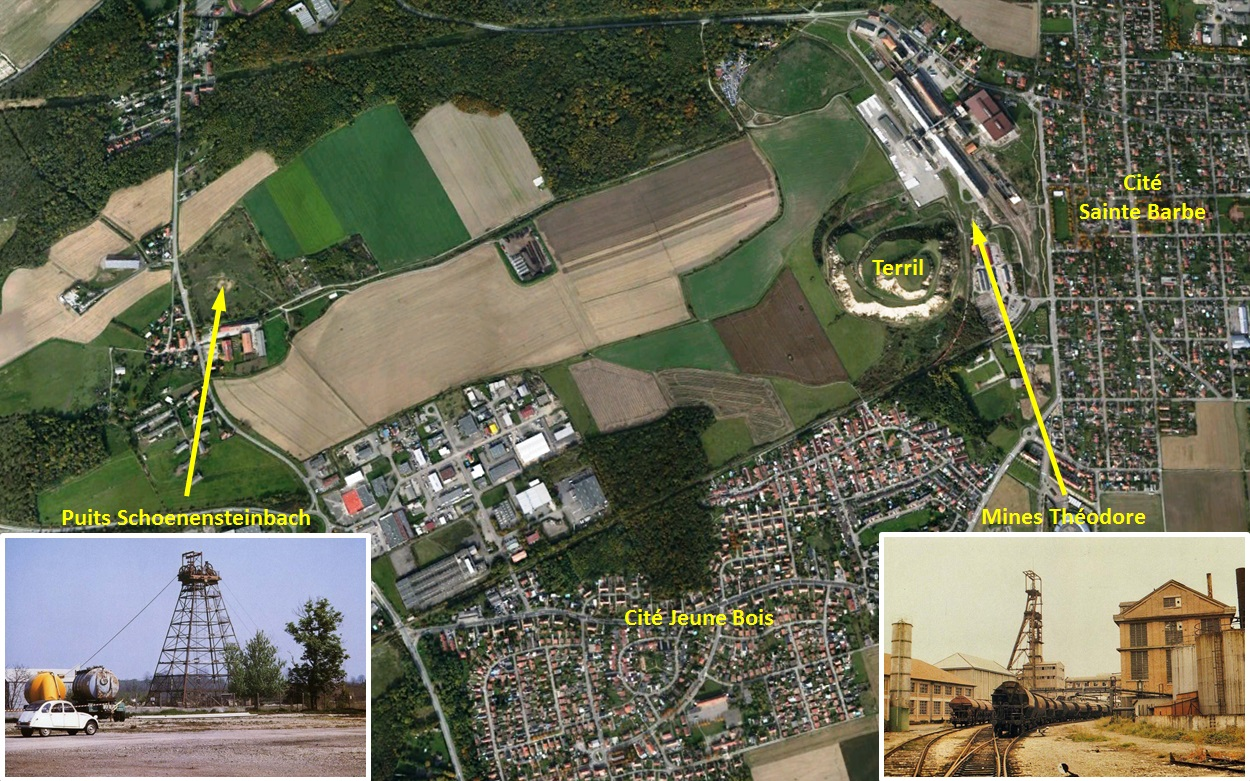
Localisation de la mine Théodore et du puits Schoenensteinbach.